# Air Arabia Egypt
Air Arabia Egypt es una compañía bajo coste con base en Egipto. La aerolínea es fruto de la unión de empresas formadas por la compañía de viajes y turismo egipcia, Travco Group, y Air Arabia.
La aerolínea obtuvo el certificado de operación de las autoridades egipcias el 22 de mayo de 2010 y confirmó el inicio de sus operaciones comerciales el 1 de junio de 2010. La aerolínea tiene su base de operaciones en el Aeropuerto Borg El Arab de Alejandría .

## Historia
Air Arabia anunció en rueda de prensa el 9 de septiembre de 2009 que fundaría una nueva aerolínea con base en Egipto en colaboración con Travco Group para impulsar el turismo en Egipto y ampliar la red de rutas de Air Arabia. Travco es la mayor compañía turística de Egipto.

## Operaciones
Travco Group será el accionista mayoritario con el 50% de las acciones de la aerolínea, Air Arabia contará con el 40% de las acciones y un inversor egipcio independiente poseerá el 10% restante.
La aerolínea contará con un capital inicial de 20 millones de dólares, que se incrementará a los 50 millones de dólares en el transcurso de los tres años próximos.

## Destinos
La aerolínea opera a los siguientes destinos en África, Europa y Oriente Medio desde varias ciudades de Egipto que ayudan a contribuir al turismo nacional.
En julio de 2020, la aerolínea vuela a los siguientes destinos:
- Egipto
  - Alejandría - Aeropuerto Borg El Arab Base
  - Asiut - Aeropuerto de Asiut
  - El Cairo - Aeropuerto Internacional de El Cairo
  - Luxor - Aeropuerto Internacional de Luxor
  - Sharm el-Sheij - Aeropuerto Internacional de Sharm el-Sheij
  - Suhag - Aeropuerto Internacional de Suhag
- Italia
  - Bérgamo - Aeropuerto de Bérgamo-Orio al Serio
  - Nápoles - Aeropuerto de Nápoles-Capodichino
- Jordania
  - Amán - Aeropuerto Internacional de la Reina Alia
- Kuwait
  - Ciudad de Kuwait - Aeropuerto Internacional de Kuwait
- Líbano
  - Beirut - Aeropuerto Internacional de Beirut Rafic Hariri
- Arabia Saudita
  - Dammam - Aeropuerto Internacional Rey Fahd
  - Gassim - Aeropuerto Regional Prince Nayef Bin Abdulaziz
  - Riad - Aeropuerto Internacional Rey Khalid
  - Tabuk - Aeropuerto Regional de Tabuk
  - Taif - Aeropuerto Regional de Taif
  - Yanbu - Aeropuerto de Yanbu
  - Yeda - Aeropuerto Internacional Rey Abdulaziz

## Flota
La flota de la aerolínea estará centrada en torno al Airbus A320 (que operarán como Air Arabia). La aerolínea comenzará operando inicialmente con cuatro aviones alquilados.
La flota de Air Arabia Egypt se compone de las siguientes aeronaves (en marzo de 2020):